# Christopher Guard
Christopher Guard est un acteur britannique né le 5 décembre 1953 à Londres.

## Filmographie
- 1978 : Le Seigneur des Anneaux : Voix de Frodo[1]
- 1981 : Mémoires d'un survivant (Memoirs of a Survivor) : Gerald

## Télévision
- 1977 : A Little Night Music :  Erich Egerman
- 1978 : Les Misérables (TV) : Marius
- 1983 : Ma cousine Rachel : Philip Ashley
- 1984 : L'espace d'une vie (Emma Harte) : Gerald Fairley
- 1988 : Doctor Who : épisode « The Greatest Show in the Galaxy » : BellBoy
- 2000 : Hercule Poirot (série TV, épisode Le Couteau sur la nuque) : Alton (le majordome de Lord Edgware)